# Władimir Jeszejew
Władimir Nikołajewicz Jeszejew (ros. Владимир Николаевич Ешеев, ur. 7 maja 1958 we wsi Nowaja Zaria) – łucznik sportowy. W barwach ZSRR brązowy medalista olimpijski z Seulu.
Startował w konkurencji łuków klasycznych. Brał udział w trzech igrzyskach olimpijskich (IO 80, IO 88, IO 92). W 1988 po brąz sięgnął w rywalizacji indywidualnej. Na mistrzostwach świata w 1987 został mistrzem świata indywidualnie i 1989 w drużynie. W drugiej z tych konkurencji zdobył brąz w 1981. Na mistrzostwach Europy zdobył złoto indywidualnie w 1982 oraz w drużynie w 1988, 1990 i 1992, srebro indywidualnie w 1988 oraz w drużynie w 1980 i 1982.